# Трабекула
Трабекулы (лат. trabeculae, уменьшительное от trabs — бревно, балка) — пластинки, перегородки и тяжи, образующие остов органа. Трабекулы присутствуют в ткани селезёнки и тимуса, костной ткани, пещеристых и губчатом телах полового члена, сердце, лимфатических узлах и т. д.
Как правило, трабекулы формируются преимущественно коллагеном соединительной ткани, и в большинстве случаев обеспечивают механическое укрепление мягкого паренхиматозного органа (например, селезёнки, лимфатического узла). Также трабекулы могут быть сформированы костной и мышечной тканью. Так, губчатая кость образована группировками трабекулярной костной ткани, которая на поперечных срезах может выглядеть как перегородки, но в трех измерениях эти группировки топологически различны: трабекулы имеют стержнеобразную или столбчатую форму, а перегородки — пластинчатые. Мышечная ткань сердца образует trabeculae carneae и септомаргинальную трабекулу.